# София: Поетики
„София: Поетики“ e фестивал в София за публично изпълнение на живо на поетични творби от техните автори.
Конкурсната част на фестивала избира победител чрез тайно гласуване от страна на публиката. Извън конкурсната част фестивалът включва музикални изпълнения на живо, а също гостуващи театрали и писатели. В различните издания на фестивала са участвали „Анимационерите“ (2000 и 2008), „Насекомикс“ (2008 и 2010), „Остава“ (2010), „Амбиент анархист“ (2010), „Блуба Лу“ (2010) и др.

## Организатори
Организатори на първото издание през 2000 г. са Ясен Атанасов (куратор) и агенция „Прима“ (продуцент).
След 2008 фестивалът се организира от „Обединени издатели“, сдружение „София: Поетики“ и Фондацията за българска литература.
Директор е Румен Баросов, артистичен директор – Ясен Атанасов, и музикален селекционер – Ивайло Кицов. Финансирането се осъществява основно от програма „Култура“ на Столичната община, наред с множество спонсори и рекламодатели.

## История

### Първо издание, 2000
Първото издание на феста се провежда под мотото „Поезия – пърформънс & електронен авангард" през 2000 г. в Археологическия музей в София, когато участват над 60 български поети, музиканти и театрали, сред които патронът на събитието Христо Фотев, Георги Господинов, Кристин Димитрова, Елин Рахнев, Силвия Чолева, Ани Илков, Ина Григорова, „Анимационерите“, Стефан Вълдобрев, Валерия Вълчева, с публика от над 2500 души.
Наградата от 2000 лв. е спечелена от Ида Даниел.

### Второ издание, 2008
Второто издание на феста през 2008 г. събира на една сцена 32-ма поети от различни поколения – от Едвин Сугарев, Владимир Левчев и Илко Димитров до Мария Калинова, Димитър Кенаров и Стефан Иванов. Включени са изпълнения на музиканти като „Уикеда“, „Остава“, „Насекомикс“. Театралните събития са предпремиерно представяне на Елфриде Йелинек в прочита на Ида Даниел и танцови минатюри на Мила Искренова по Астор Пиацола. Извън конкурсната програма са представени литературни произведения на номинираните за наградата „Вик“ за български роман на годината.
През 2008 г. публиката на феста „София: Поетики“ избира за свой фаворит сред поетите Тома Марков. Той получава наградата от 2008 лв. на партито за набиране на средства с участието на „Трайбъл Ъндърграунд“ и „Блекаут“, което се провежда на 27 септември 2008 г. в Парти център „4 км“. Подгласник е Стефан Иванов.

### Трето издание, 2010
Третото (и първо международно) издание се провежда на 29 август 2010 г. до Езерото с лилиите в Борисовата градина и на 30 август в Арткиноклуба на открито при НДК. Чуждестранните гости са Василис Аманатидис (Гърция), Сабина Уги (Унгария), Станка Храстел (Словения), Раду Ванку (Румъния), Япрак Йоз (Турция).
През 2010 г. публиката присъжда наградата на дебютанта Ясен Василев. Тя му е връчена на 29 август 2010 г. от Тома Марков. Подгласник отново е Стефан Иванов.

### Четвърто издание, 2011
Четвъртото издание (Първо пролетно тематично издание) е на 19 юни 2011 г. в двора на Националната художествена академия. Темата е „Утопии“.

### Пето издание, 2011
Петото издание е отново международно – провежда се на 27 август 2011 г. на сцена до Езерото с лилиите в Борисовата градина и на 28 август в клуб „Петното на Роршах“. Чуждестранните гости са Валери Коултън (САЩ), Питър Уо (Великобритания), Ханане Аад (Ливан), Гьокченур Ч (Турция), Клаудиу Комартин (Румъния), Фиви Яниси (Гърция), Мехмед Алтън (Турция), Едуард Смолфийлд (САЩ), Андра Ротару (Румъния).
През 2011 г. публиката присъжда наградата на Стефан Иванов. Наградата на победителя от София: Поетики 2011 е връчена на 28 август, неделя, от 19:00 ч. в клуб „Петното на Роршах“. 

### Шесто издание, 2012
Шестото (тематично) издание се провежда на 23 юни 2012 г. в двора на Националната художествена академия. Темата му е „Америки“. По време феста се извършва и поетически трубадурски двубой между Владимир Левчев със секундант Иван Ланджев и Виолета Христова със секундант Аксиния Михайлова, а водещ е Петър Чухов.

### Седмо издание, 2012
Седмото издание отново е международно. Фестът се провежда на 1 септември 2012 г. в Полския институт и на 2 септември пред Народния театър. Гостите от чужбина са Ева Липска (Полша) – почетен гост на фестивала, Райън Ван Уинкъл (Англия), Юстина Баргиелска (Полша), Стивън Фаулър (Англия), Дилейни Ноулън (САЩ), Томаш Рожицки (Полша).
През 2012 г. публиката на фестивала Малки поетики присъжда наградата на Румен Янев и Силвия Чернева.
През 2012 г. публиката присъжда наградата на Радослав Чичев.

### Осмо издание, 2013
Осмото (отново международно) издание е на 15 юни 2013 г. на Лятната сцена в Борисовата градина и на 16 юни в Чешкия център. Чуждестранните гости са Юрий Андрухович (Украйна) – почетен гост на фестивала, Тереза Рийдълбаухова (Чехия), Игор Исаковски (Република Македония), Яцек Денел (Полша), Деян Матич (Сърбия), Дейвид Ланю (САЩ).
През 2013 г. публиката на фестивала Малки поетики присъжда наградата на Стефан Кичев. Стефан Кичев е ученик в 11 клас на Първа английска езикова гимназия в София. През 2013 г. публиката на фестивала София Поетики присъжда наградата на Иван Димитров.

### Девето издание, 2014
Деветото (международно) издание минава под мотото „Пикник на свободата“. Германия, Полша, Румъния, Словакия, Унгария, Чехия и България отбелязват 25 години свобода от комунистическия режим. По този повод дипломатическите представителства на тези държави в България съвместно със Сдружение „София Поетики“ и Столична община организират Пикник на свободата. Събитието е под патронажа на Президента на Република България Росен Плевнелиев. Провежда се на 14 юни 2014 г. на Лятната сцена в Борисовата градина. Чуждестранните гости са Й. Х. Кръховски (Чехия), Никола Маджиров (Македония), Катерина Стойкова-Клемър (България/ САЩ), Яна Букова (България/ Гърция), Димитрис Аллос (Гърция), Катерина Илиопулу (Гърция) и Янис Исидору (Гърция).
През 2014 г. публиката присъжда наградата на дебютанта Августин Господинов. Той получава награда в размер 100 лв. За разлика от предишните години името му не е обявено непосредствено след конкурса, а ден по-късно.

### Десето издание, 2015
Десетото (международно) издание се провежда на 12-14 юни 2015 г. на Лятната сцена в Борисовата градина, в Чешкия център в София и в хотелите Арена ди Сердика и Кристал Палас. Чуждестранните гости са Амир Ор (Израел), Сара Пери (Великобритания), Дженк Гюндогду (Турция), Катержина Рудченкова (Чехия), Антош Войцик (Великобритания), Октавиан Совиани (Румъния), Милан Добричич (Сърбия) и Селахатин Йолгиден (Турция).
През 2015 г. публиката присъжда наградата на Стефан Николов, избрал артистичния псевдоним Стефан Икога.

### Единадесето издание, 2016
Единадесетото (международно) издание се провежда на 18-19 юни 2016 г. в градинката на Кристал, галерия „Васка Емануилова“ и хотел Арена ди Сердика. Чуждестранните гости са Линда Мария Барос (Франция), Франческо Томада (Италия), Ефе Дуян (Турция), Славе Гьоргьо Димоски (Македония), Раду Ницеску (Румъния) и Гьокченур Ч. (Турция).
През 2016 г. публиката присъжда наградата на Иван Шентов.

### Дванадесето издание, 2017
Дванадесетото (международно) издание се провежда на 16-18 юни 2017 г. в Dada Cultural Bar, Чешкия център и Лятната сцена в Борисовата градина. Чуждестранните гости са Амир Ор (Израел), Хавиер Босалонго (Испания), Дениса Дуран (Румъния), Нилтон Сантяго (Перу), Христос Хрисопулос (Гърция), Паула Босалонго (Испания), Борче Панов (Македония) и Василис Кардарис (Гърция).
През 2017 г. публиката присъжда наградата на Светозар Георгиев – Ghostdog и Дилян Еленков.

## Лауреати на фестивала
Според първоначалното намерение наградата е парична сума, равна на годината на провеждане на съответното издание на фестивала. Отличените поети се избират след тайно гласуване от страна на публиката.
| №  | Година | Лауреати                                     |
| -- | ------ | -------------------------------------------- |
| 1  | 2000   | Ида Даниел                                   |
| 2  | 2008   | Тома Марков                                  |
| 3  | 2010   | Ясен Василев                                 |
| 5  | 2011   | Стефан Иванов                                |
| 7  | 2012   | Радослав Чичев                               |
| 8  | 2013   | Иван Димитров                                |
| 9  | 2014   | Августин Господинов                          |
| 10 | 2015   | Стефан Икога                                 |
| 11 | 2016   | Иван Шентов                                  |
| 12 | 2017   | Светозар Георгиев – Ghostdog и Дилян Еленков |